# Elaphromyia magna
Elaphromyia magna är en tvåvingeart som beskrevs av Hardy 1988. Elaphromyia magna ingår i släktet Elaphromyia och familjen borrflugor. Inga underarter finns listade i Catalogue of Life.